# 徳大寺実盛
徳大寺 実盛（とくだいじ さねもり）は、室町時代の公卿。官位は正二位・権大納言。

## 経歴
応永11年（1404年）叙爵。以降累進して、侍従・右近衛少将・加賀介・右近衛中将・播磨介となり、応永21年（1414年）に従三位となり、公卿に列する。権中納言をへて、応永28年（1421年）に権大納言に任じられる。応永35年（1428年）に踏歌節会内弁をつとめたが、同年に薨去。享年29。

## 系譜
- 父：徳大寺公俊
- 母：不詳
- 妻：右兵衛督持明院基親の娘
  - 男子：徳大寺公有（1422-1486）　
  - 男子：教覚（天台座主）
  - 男子：尊任（仁和寺大僧正）